# Edit-a-thon

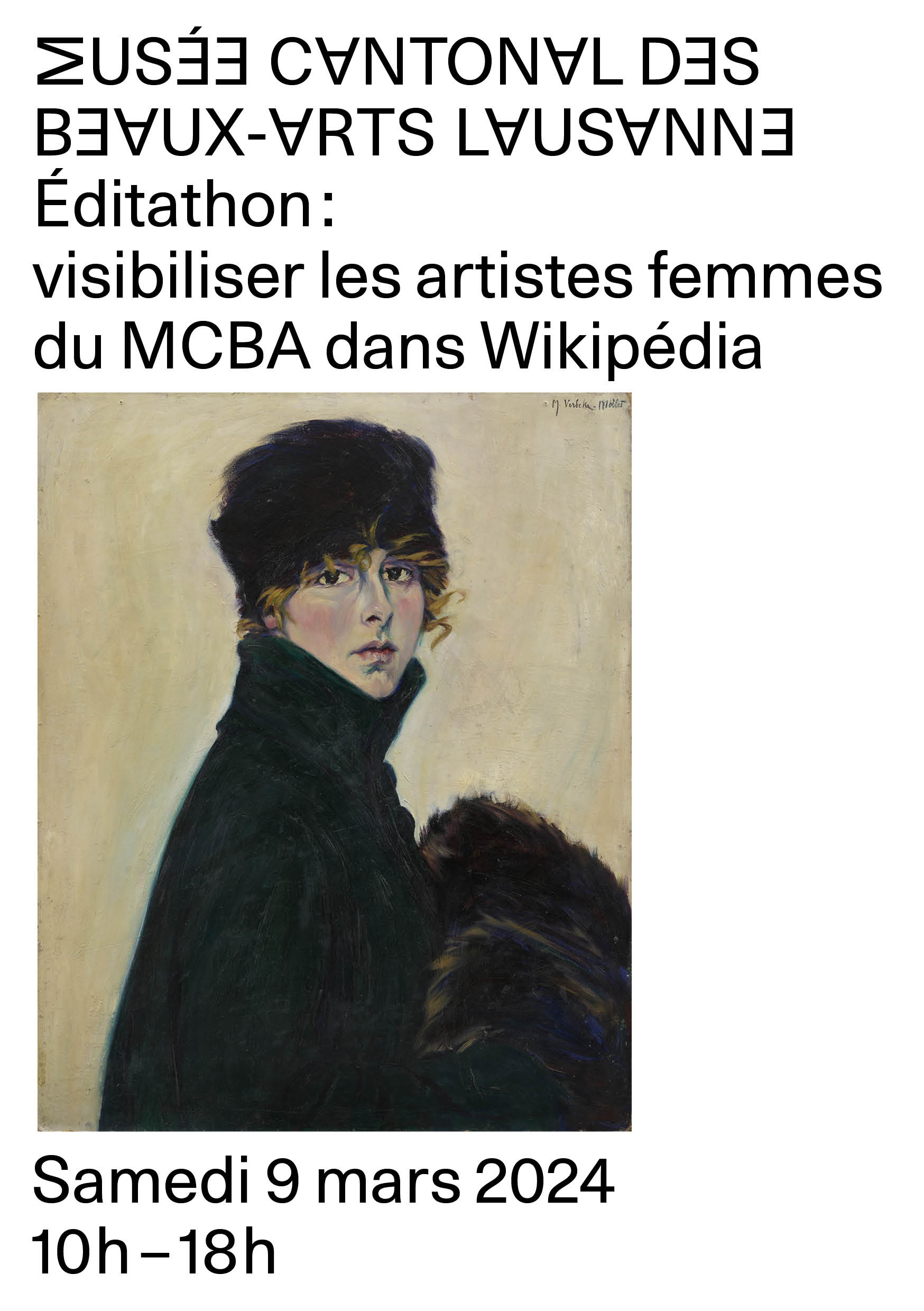
Flyer zum Edit-a-thon, 8. März 2024, Marguerite Verbeke-Mellet, Selbstporträt, 1919, Musée cantonal des Beaux-Arts de Lausanne

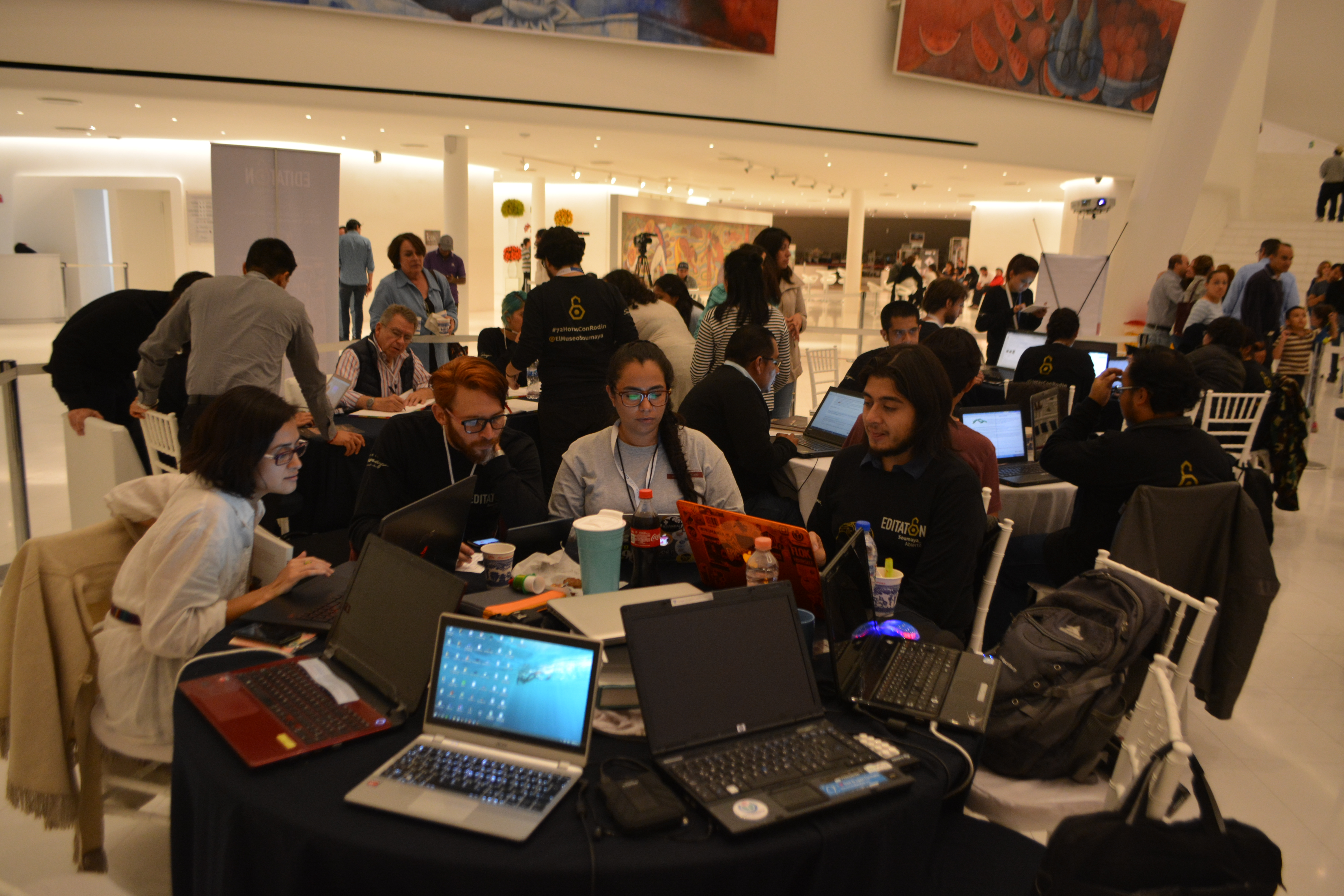
Der längste vom Guinness-Buch der Rekorde bestätigte Editier-Anlass, der je stattfand, war im Jahr 2016 der 72 hour(s)-Edit-a-thon in Mexiko-Stadt

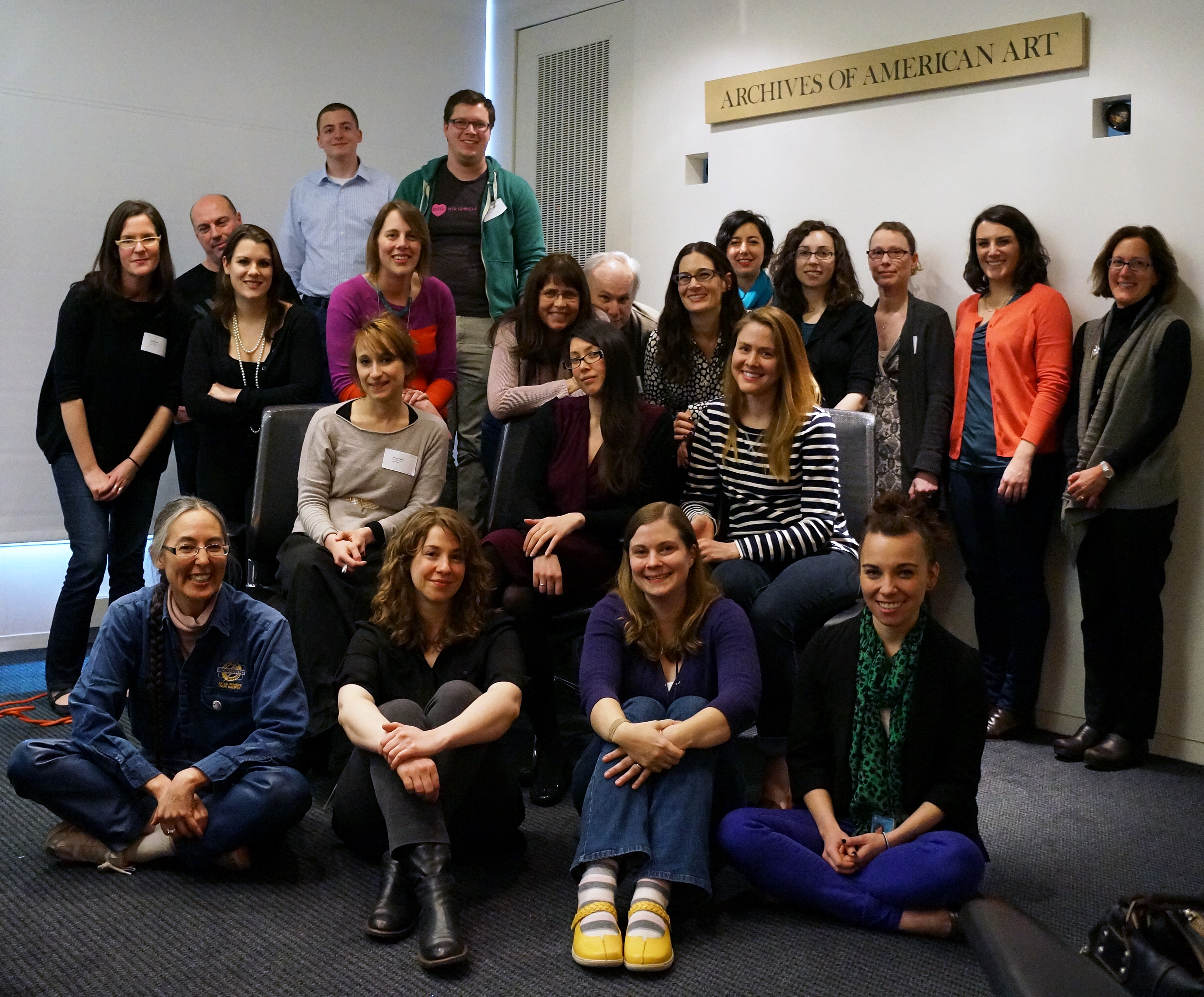
Teilnehmer eines Edit-a-thons zum Thema Women in Arts in Washington, D.C. im Jahr 2013

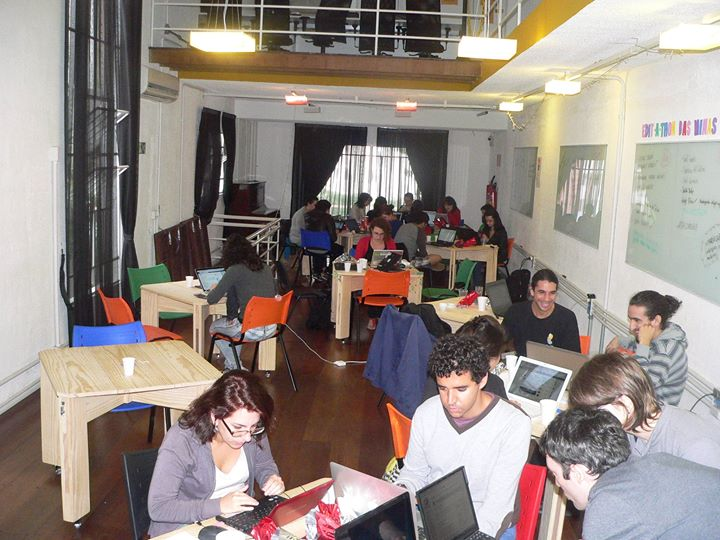
Ein Edit-a-thon in São Paulo, Brasilien, mit dem Ziel, Artikel zu Feminismus und Frauenrechten zu verbessern

Ein Edit-a-thon (auch Editathon) ist eine Veranstaltung, bei der Autoren von Online-Plattformen wie OpenStreetMap, Wikipedia oder lokalen Wikis kollaborativ Artikel erstellen oder verbessern. Edit-a-thons stehen zumeist unter einem Thema und beinhalten in der Regel auch Einführungen für neue Nutzer in die Bearbeitung von Inhalten. Edit-a-thons finden meist an gemeinsamen (physischen) Orten statt, können aber auch online stattfinden. Die Wortbildung „Edit-a-thon“ ist ein Kofferwort aus englischen Verbs to edit („bearbeiten“) mit dem Wort „Marathon“.

## Bekannte Edit-a-thons
Wikipedia-Edit-a-thons fanden in den Büros spezifischer Wikimedia-Chapter, an diversen Hochschulen wie der Sonoma State University, Arizona State University, University of Victoria in Kanada, der Universität Wien oder der Fachhochschule Nordwestschweiz in Basel statt, aber auch in Kulturinstitutionen wie Museen und Archiven. Die Schwerpunktthemen reichten von kulturellem Erbe, (musealer) Sammlungsgeschichte, über Feminismus und Kunst (um gegen die Gender Bias auf Wikipedia zu arbeiten), bis hin zu anderen Themen im Bereich sozialer Gerechtigkeit. Frauen, Afroamerikaner und Latinos verwenden Edit-a-thons als ein Werkzeug, um spezifischen gender-basierten oder rassifizierten Verzerrungen im Inhalt der Enzyklopädie entgegenzutreten (vergleiche das Projekt Women in Red).
Der längste Edit-a-thon fand vom 9. bis 12. Juni 2016 im Museo Soumaya in Mexiko-Stadt statt, wo Freiwillige von Wikimedia Mexiko zusammen mit Museumsangestellten 72 Stunden lang (kontinuierlich) editieren. Dieser Edit-a-thon wurde vom Guinness-Buch der Rekorde als längster seiner Art anerkannt.
Die OpenStreetMap-Community hat auch mehrere Edit-a-thons veranstaltet.

## Organisationen in der Schweiz und Österreich, die Edit-a-thons veranstalten
- Wikimedia Österreich
- Wikimedia Schweiz, u. a. Editathon „Frauen für Wikipedia“ in Zusammenarbeit mit Ringier und SRF.
- Who writes his story? , FAT, Schreibwerkstatt Zürich (Schweiz, Österreich, u. a. im Kaskadenkondensator Basel (CH), bei Lames in St. Pölten (AT) oder im Kunsthaus Langenthal (CH))